# Port au Port (schiereiland)
Port au Port is een schiereiland aan de westkust van het Canadese eiland Newfoundland. Het steekt uit in de grote Saint Lawrencebaai en scheidt de in het noorden gelegen Port au Port Bay van de in het zuiden gelegen St. George's Bay. Het ongeveer 375 km² grote schiereiland heeft van west naar oost een lengte van ruim 40 km en een breedte van maximaal 15 km.
Port au Port geniet vooral bekendheid als kerngebied van de Franco-Newfoundlanders. Dat is een Franstalige minderheid, een taalgroep die in de rest van het eiland Newfoundland vrijwel niet voorkomt.

## Geschiedenis

### Franse kust
De Vrede van Versailles uit 1783 tussen het Verenigd Koninkrijk en Frankrijk stipuleerde dat onder meer de volledige westkust van de Britse kolonie Newfoundland deel zou gaan uitmaken van de zogenaamde Franse kust van Newfoundland. Dit was een kustgebied waar de Fransen exclusieve rechten hadden om te vissen en om vis ter plekke te verwerken. Dit recht bleef geldig tot aan de Entente Cordiale uit 1904. De Fransen mochten zich in principe niet permanent vestigen op Newfoundland, maar het waren vooral heel wat Acadische mensen van Cape Breton Island die in die periode naar de streek verhuisden. Alzo ontstond er een permanente Franstalige aanwezigheid.
In de 19e eeuw was er een tweede golf van immigratie, ditmaal van Franse vissers die hun vissersgezelschappen achterlieten en zich op het schiereiland vestigden. De nederzettingen die de Fransen op Port au Port stichtten waren Black Duck Brook (L'Anse-à-Canards), Winterhouse (Maisons-d'Hiver), Mainland (La Grand'Terre) en Cape St. George (Cap-Saint-Georges).

### Windmolens
In 2022 werden er door het bedrijf World Energy GH2 ambitieuze plannen voorgesteld om 164 windturbines op het schiereiland te bouwen. De opgewekte energie zou gebruikt worden om waterstof en ammoniak te produceren in een nieuw te bouwen faciliteit in Stephenville. Het project zou klaar moeten zijn in 2025. De plannen stuitten echter op verzet van een deel van de lokale bevolking.

## Geografie
Het schiereiland Port au Port is ruwweg te omschrijven als een driehoek die met zijn oostelijke hoek aan het vasteland van Newfoundland verbonden is.
De landengte tussen Newfoundland en het schiereiland – net ten westen van het dorp Port au Port – is op zijn smalste punt amper 400 meter breed. Het overgrote deel van die breedte wordt ingenomen door een meer genaamd Gravels Pond. Daardoor is het schiereiland in feite via een noordelijke en een zuidelijke "landbrug", die beide slechts een 50-tal meter breed zijn, met de rest van Newfoundland verbonden.
Over het noordelijke deel van de landengte loopt provinciale route 460, die het schiereiland onder andere verbindt met de 10 km verder gelegen gemeente Stephenville – de op een na grootste plaats aan Newfoundlands westkust.
Route 460 loopt vanuit de plaats Port au Port langsheen de zuidkust 45 km westwaarts tot aan Cape St. George, de gemeente aan de gelijknamige westelijke kaap van het schiereiland. De noordwest- en oostkust worden op hun beurt aangedaan door Route 463.
Aan de noordelijke punt van de 'driehoek' ligt de gemeente Lourdes. Ter hoogte van dat dorp begint een landtong die in noordoostelijke richting 22 km ver in zee loopt. De eerste 8,5 km van de landtong heeft een gemiddelde breedte van 2 km, maar de daaropvolgende 13,5 km heeft nergens een breedte die meer dan 300 meter bedraagt.
De oostkust van Port au Port is de meest onregelmatige qua vorm, onder andere door een tweede landtong (in de buurt van het gehucht Boswarlos) die ruim 8 km noordwaarts in Port au Port Bay loopt.

### Plaatsen
Het schiereiland Port au Port telt drie gemeenten, die hieronder tezamen met hun bevolkingsomvang (2021) vermeld zijn:
- Cape St. George - 809 inwoners
- Lourdes - 502 inwoners
- Port au Port West-Aguathuna-Felix Cove - 384 inwoners

Het merendeel van het schiereiland bestaat uit gemeentevrij gebied, al vallen zo goed als alle inwoners in dat gebied onder een van de negen local service districts van Port au Port. Het gaat met name om Black Duck Brook and Winterhouse, Campbells Creek, Mainland, Piccadilly Head, Piccadilly Slant-Abraham's Cove, Sheaves Cove, Ship Cove-Lower Cove-Jerry's Nose, Three Rock Cove en West Bay. Enkel de inwoners van Boswarlos hebben geen enkele vorm van lokaal bestuur.

## Demografie
Het schiereiland is door Statistics Canada ingedeeld onder Divisie Nr. 4. Het bestaat meer bepaald uit de Subdivisie E (in zijn volledigheid) en de bij Subdivisie D horende plaatsen Port au Port West-Aguathuna Felix Cove, Campbells Creek en Boswarlos. Cumulatief gezien betrof het volgens de census van 2021 3.299 inwoners. Het inwoneraantal vertoont een dalende trend, komende van 3.900 in 2016 en 4.071 in 2011.
In 2016 had ruim 90% van de inwoners van Port au Port het Engels als (al dan niet gedeelde) moedertaal; vrijwel alle anderen waren die taal machtig. Als een van de enige gebieden in de provincie met een aanzienlijke Franstalige minderheid hadden in 2016 iets minder dan een tiende van de inwoners het Frans als (al dan niet gedeelde) moedertaal. Opgeteld waren er zo'n 500 mensen die de taal konden spreken (13%).
Het schiereiland werd in 1971 erkend als het enige tweetalige district (bilingual district) van de provincie. De bilingual districts werden als entiteit door de federale overheid echter afgeschaft in 1988.

## Galerij

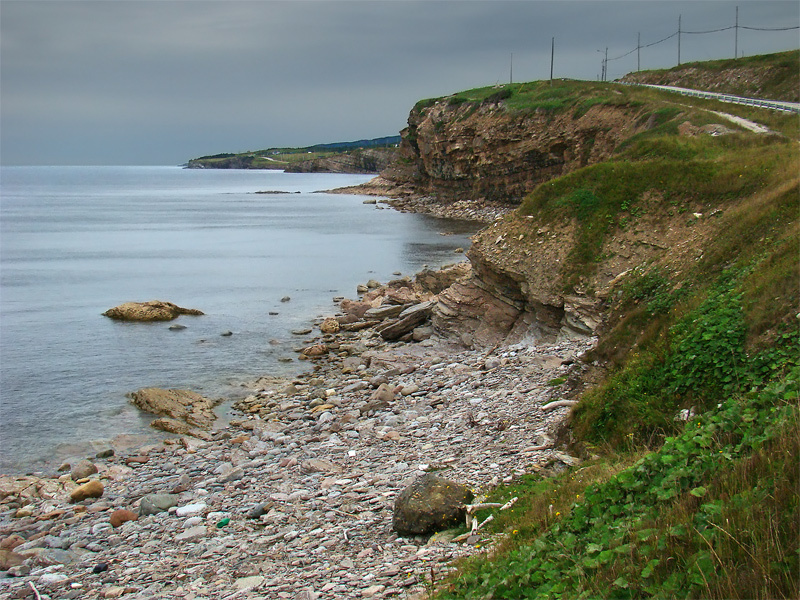
Zuidkust van Port au Port met Route 460 op de achtergrond
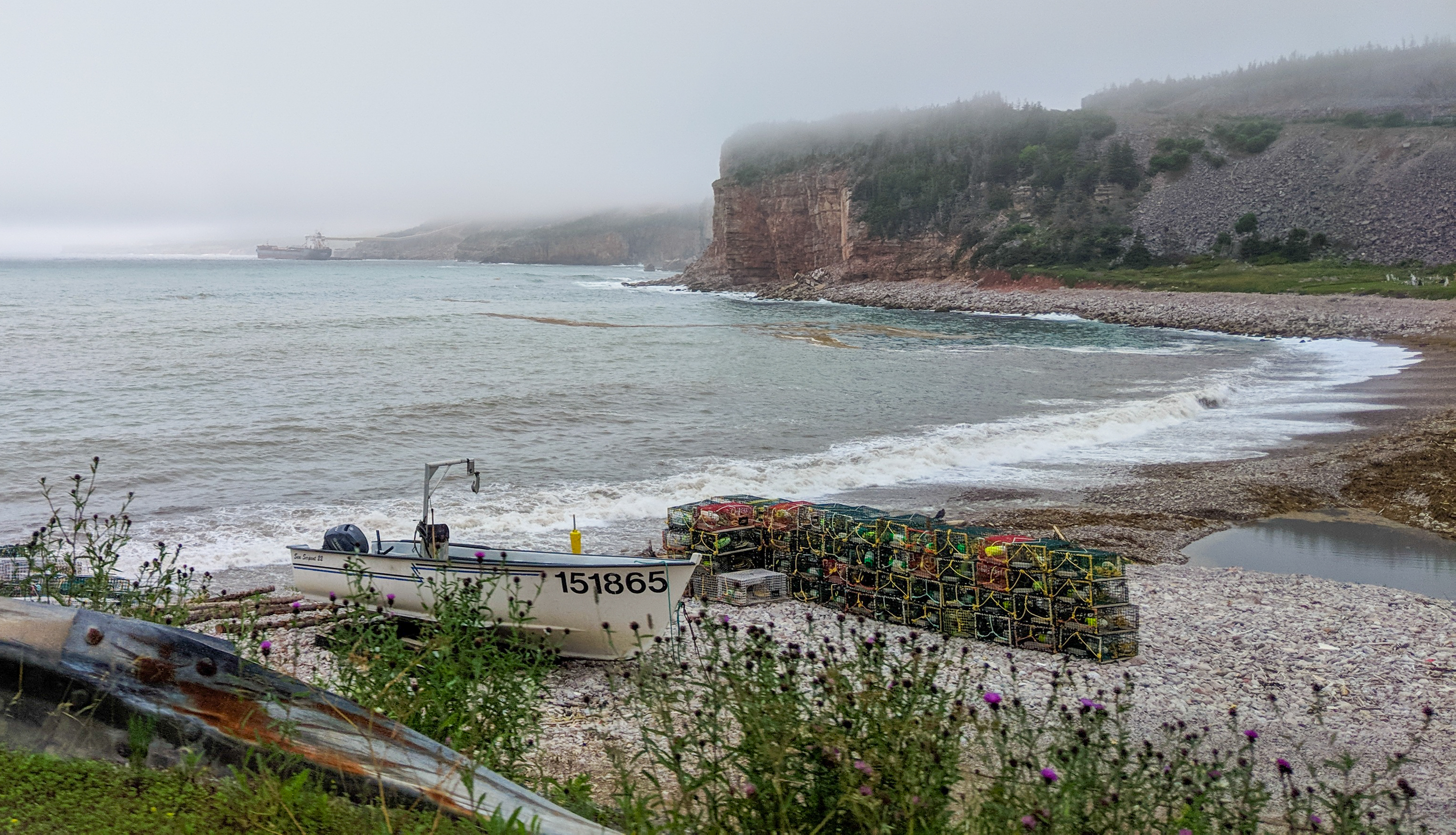
Vissersbootje aan de ruwe kust van het gehucht Lower Cove
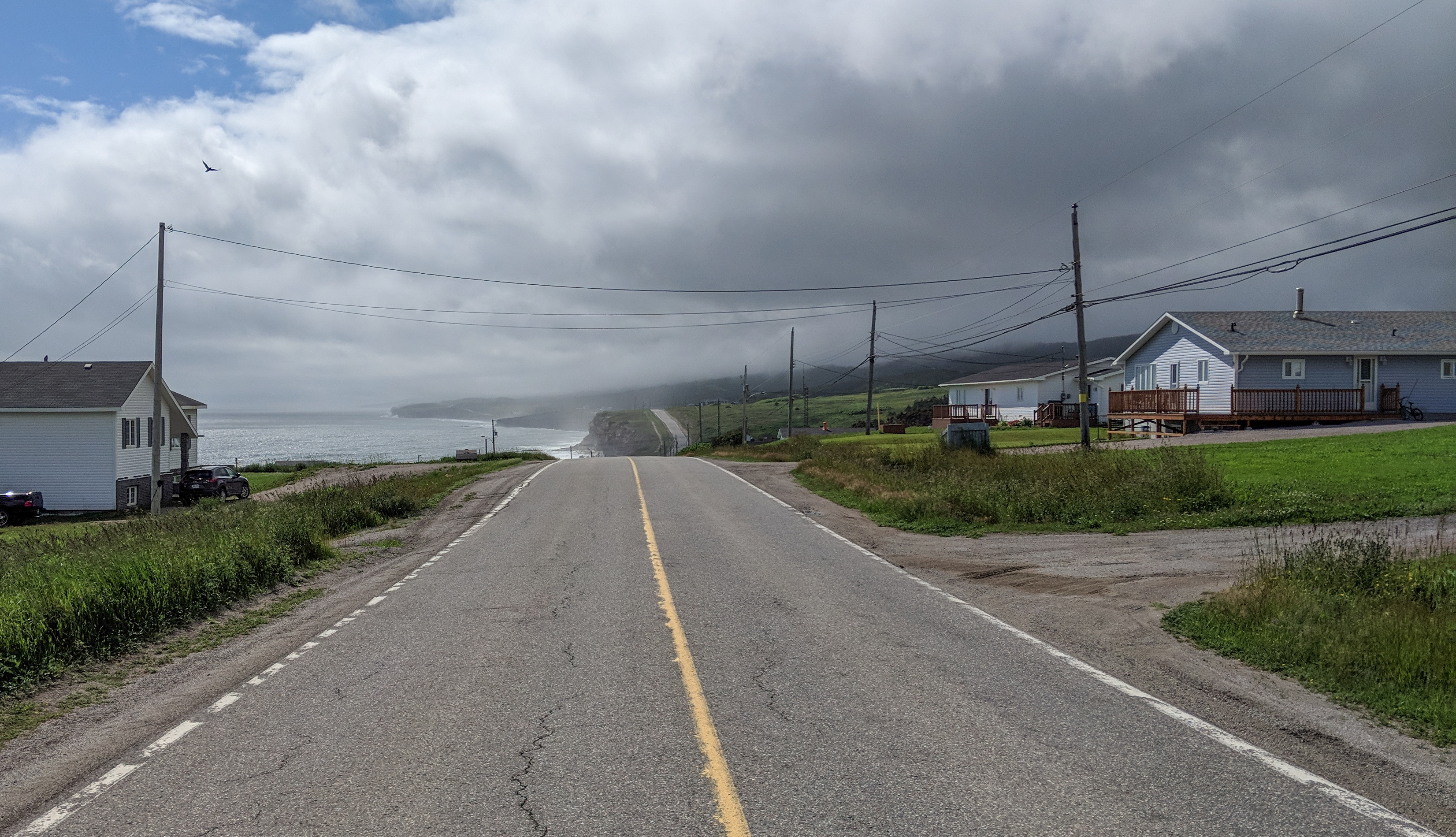
Route 460 ter hoogte van het dorp Felix Cove
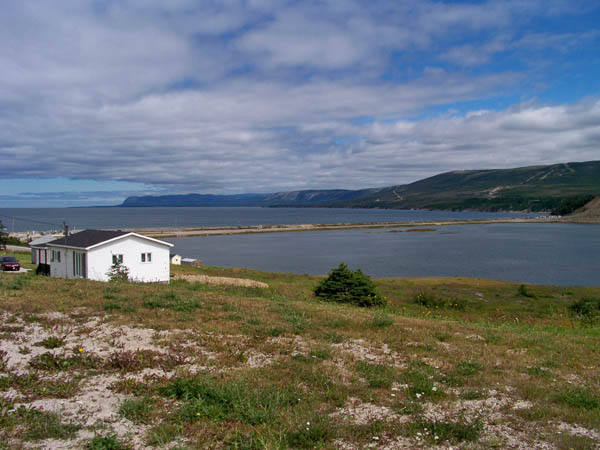
Een huis in Port au Port West met in de achtergrond Gravels Pond, het noordelijke deel van de istmus en Port au Port Bay